# 隆韦
隆韦（法語：Longwé，法語發音：[lɔ̃ve]）是法国大東部大區阿登省的一个市镇，属于武济耶区。

## 地理
隆韦（49°23'24"N, 4°47'22"E）面积10.78 平方千米，位于法国大東部大區阿登省，该省份为法国北部内陆省份，西接埃纳省，南至马恩省，东临默兹省，北与比利时接壤。
与隆韦接壤的市镇（或旧市镇、城区）包括：布尔特欧布瓦、布里克奈、拉克鲁瓦欧布瓦、法莱斯、奥利济-普里马、格朗普雷。

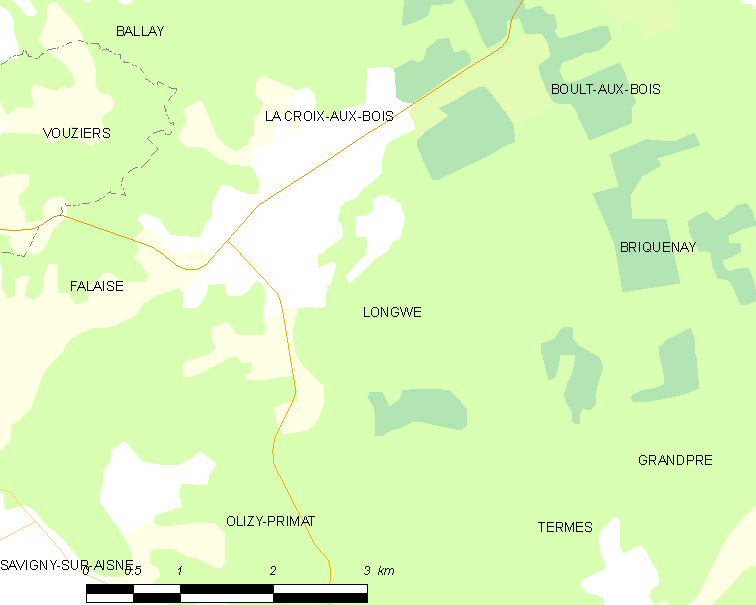
隆韦的OSM定位图

隆韦的时区为UTC+01:00、UTC+02:00（夏令时）。

## 行政
隆韦的邮政编码为08400，INSEE市镇编码为08259。

## 政治
隆韦所属的省级选区为阿蒂尼县。

## 人口

1962-2008年间隆韦人口变化图示

隆韦于2022年1月1日时的人口数量为66人。